# Megalomus nigratus
Megalomus nigratus is een insect uit de familie van de bruine gaasvliegen (Hemerobiidae), die tot de orde netvleugeligen (Neuroptera) behoort. 
Megalomus nigratus is voor het eerst wetenschappelijk beschreven door Navás in 1929.